# Stubno
Stubno – wieś w Polsce, położona w województwie podkarpackim, w powiecie przemyskim, w gminie Stubno.
W latach 1975–1998 miejscowość administracyjnie należała do województwa przemyskiego.
Miejscowość liczy ok. 1500 mieszkańców, jest siedzibą gminy Stubno.
W miejscowości działało Państwowe Gospodarstwo Rolne – Stadnina Koni Stubno. Po przekształceniu w 1994 jako Stadnina Koni Skarbu Państwa Stubno. W 1996 sprywatyzowana jako Stadnina Koni Stubno Sp. z o.o.. Od 2003 w likwidacji, od 2005 w upadłości.

## Części wsi
| SIMC    | Nazwa      | Rodzaj    |
| ------- | ---------- | --------- |
| 0611755 | Gęsia Wola | część wsi |
| 0611761 | Kolonia    | część wsi |
| 0611778 | Przygon    | część wsi |
| 0611784 | Zakościele | część wsi |

## Historia
Nazwa wsi wywodzona jest od słowa stupyny. Stubno położone było na terenach zalewanych przez wody Sanu i Wiszni a przez tutejsze bagna i moczary prowadziły wąskie groble, zwane przez mieszkańców stupynami.
Inne podanie głosi, że kiedyś przez wioskę przebiegała droga z Medyki do Radymna. Przy drodze stał zajazd czyli karczma zwana Stubno, w której podróżni znajdowali schronienie do odpoczynku.
Nazwa wsi należy do najstarszych nazw na prawym brzegu Sanu. Ze względu na jej polskie pochodzenie, cytowana jest przez niektórych historyków jako dowód "prapolskości" tych ziem.
Jej znaczenie podkreśla w swojej pracy Prapolski bastion toponimiczny w Bramie Przemyskiej i Lędzanie profesor Jerzy Nalepa:
Spośród tych nazw największą wartość przedstawia zwarty bastion zachodniosłowiańskich (prapolskich) nazw Stubno-Barycz-Nakło na wschód od Sanu, a na północny wschód od Przemyśla.
Pierwsza wzmianka o wsi (nazywanej wtedy Stobno) znajduje się w dokumencie z 1358, którym król Kazimierz Wielki nadawał ją dwóm szlachcicom: Symonowi i Laynowi. Zgodnie z miejscową tradycją miejsce zwycięskiej bitwy wojsk polskich, dowodzonych osobiście przez królową Jadwigę, nad siłami jej siostry Marii, królowej Węgier w trakcie zwycięskiej polskiej wyprawy na Ruś Czerwoną.

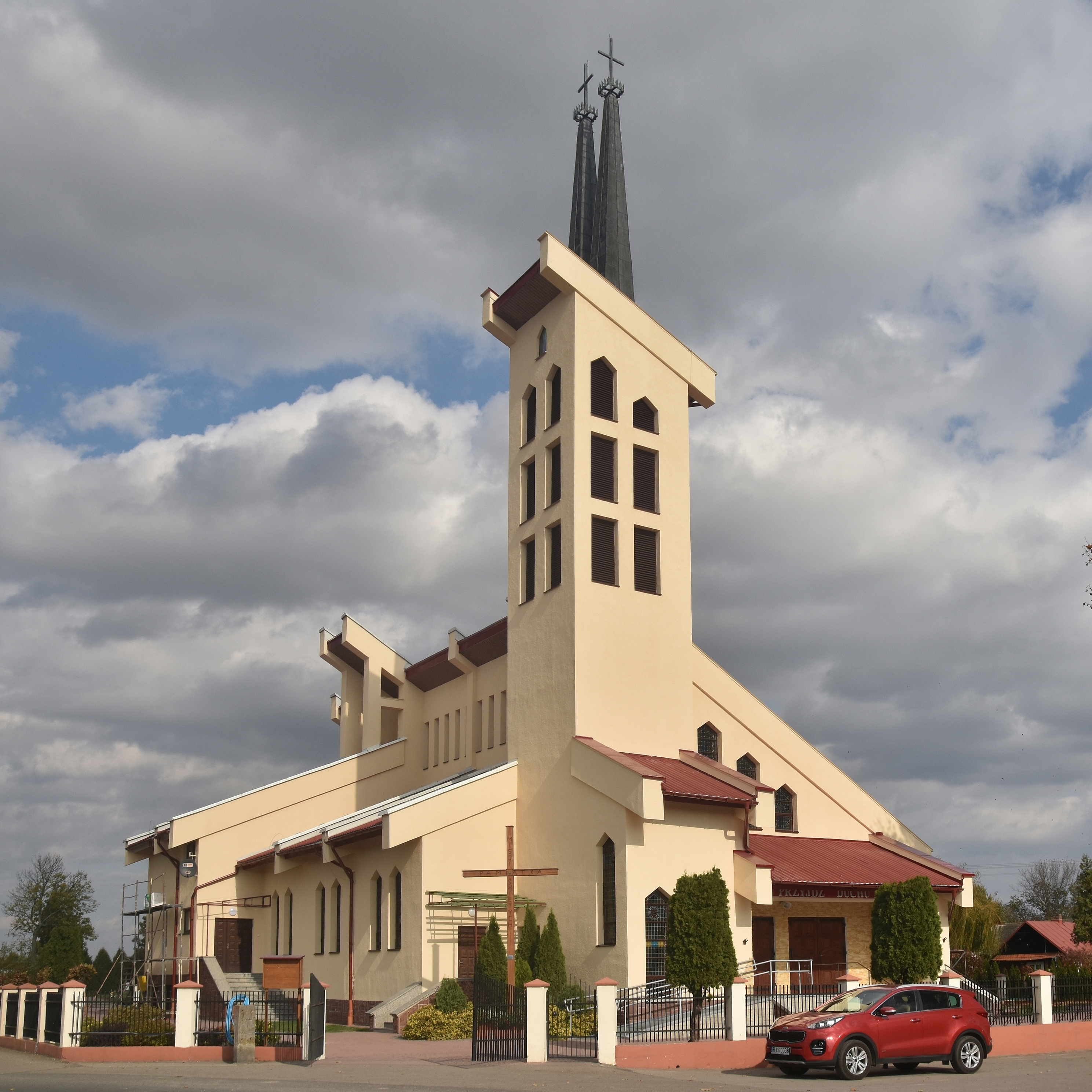
Kościół parafialny
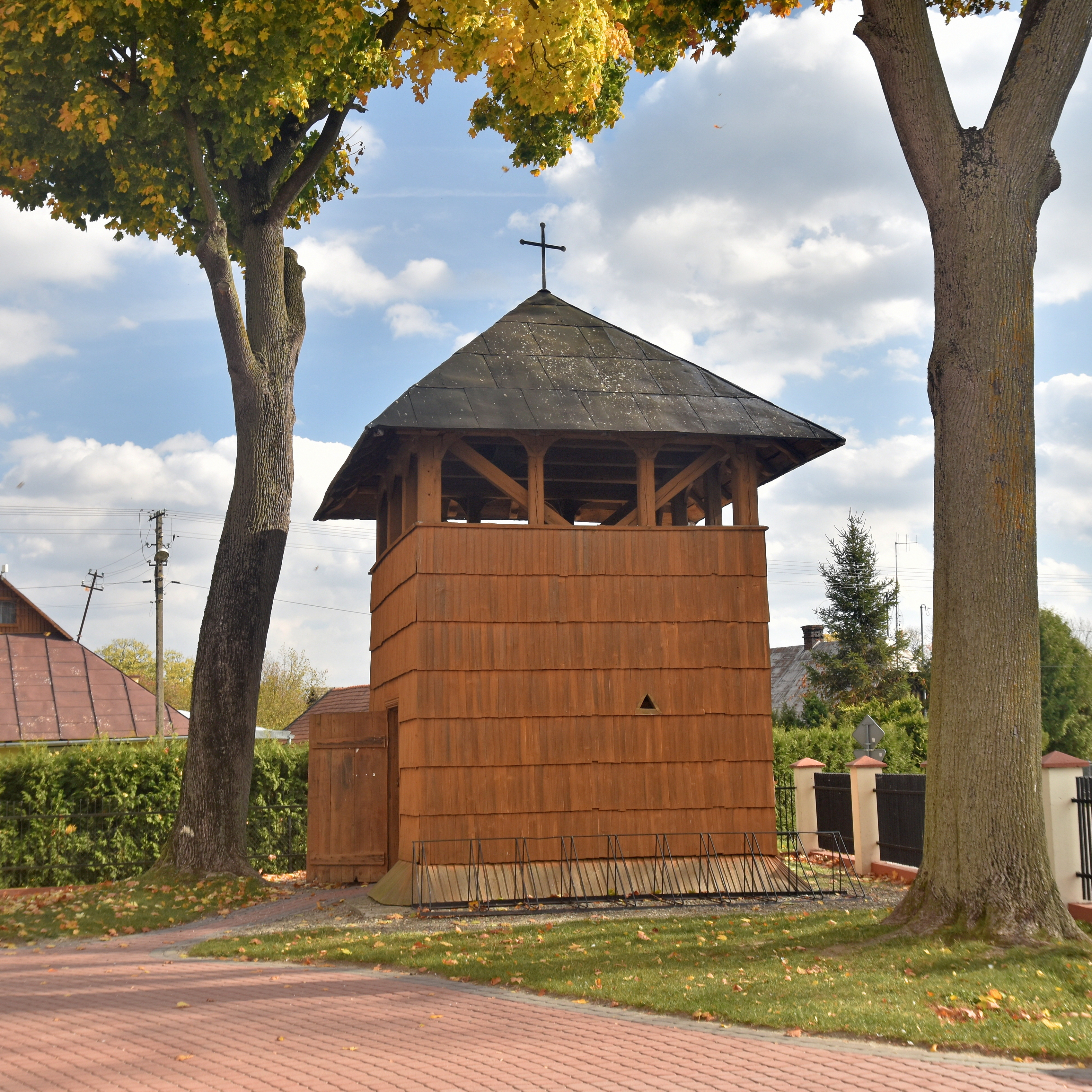
Dzwonnica z 1914
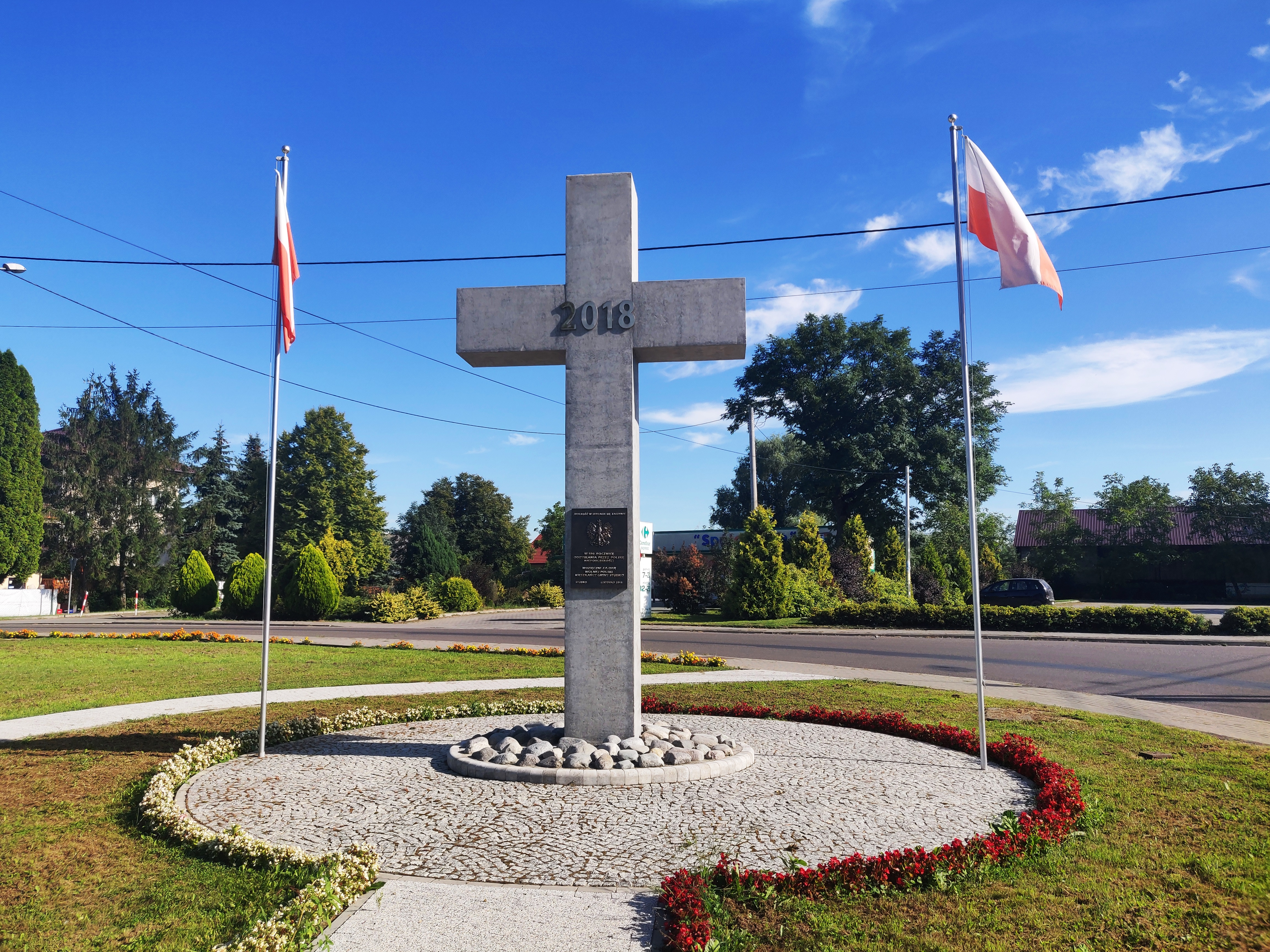
Krzyż w centrum wsi, upamiętniający 100-lecie odzyskania niepodległości przez Polskę

## Zabytki
W Stubnie znajdują się następujące zabytki prawnie chronione:
- Zespół dworski. Wieś była własnością prywatną, ostatnimi właścicielami – od [XIX w. do II wojny światowej – byli Myszkowscy. Pozostał po nich zespół dworski, użytkowany obecnie przez stadninę koni. Głównym elementem zespołu jest pałacyk z przełomu XIX i XX w., murowany, nakryty dachem mansardowym z czerwonej dachówki, z czterokolumnowym portykiem od frontu. W skład zespołu wchodzą także dwie oficyny, rządcówka, stajnia, spichlerz i młyn. Wokół pałacyku rozciąga się park krajobrazowy o powierzchni 6 ha z licznymi gatunkami drzew i krzewów rodzimych i egzotycznych. Na teren parku wjeżdża się przez kutą, żelazną bramę[13].
- Nieczynny cmentarz katolicki. Znajduje się na nim grób polskiego malarza Aleksandra Mroczkowskiego[13].

Pozostałe obiekty o historycznym znaczeniu to:
Drewniany kościół z 1863 spłonął w 1986. Z zespołu kościelnego pozostała drewniana dzwonnica z 1915, plebania z początku XX w., stajnia i lamus z końca XIX w. We wsi pozostało kilkanaście ciekawych domów z pocz. XX w. (drewnianych i murowanych) z czterospadowymi dachami krytymi czerwona dachówką.
Po dawnej cerkwi greckokatolickiej pw. św. Dymitra z 1898 pozostały tylko resztki fundamentów. Ukraińcy, którzy przed wojną stanowili ok. połowy mieszkańców, zostali wywiezieni w 1945 do ZSRR.

## Geografia i przyroda
W pobliżu Stubna przebiega Kanał Bucowski (nazwa pochodzi od ukraińskiej, przygranicznej wioski Bucow), który odwadnia teren. W Stubnie znajduje się jeden z nielicznych rezerwatów szachownicy kostkowatej.
Wieś bywa nazywana "stolicą bociana" ze względu na dużą liczbę tych ptaków występujących w całej gminie. W centrum wsi stoi pomnik bociana, a corocznie organizuje się święto mu poświęcone "Bocianadę".

## Religia
Miejscowość jest siedzibą rzymskokatolickiej parafii Matki Bożej Szkaplerznej.

## Sport
We wsi działa piłkarski Klub Sportowy Granica Stubno, w sezonie 2017/2018 grający w rozgrywkach IV ligi podkarpackiej.